# Heinrich Kellinghusen

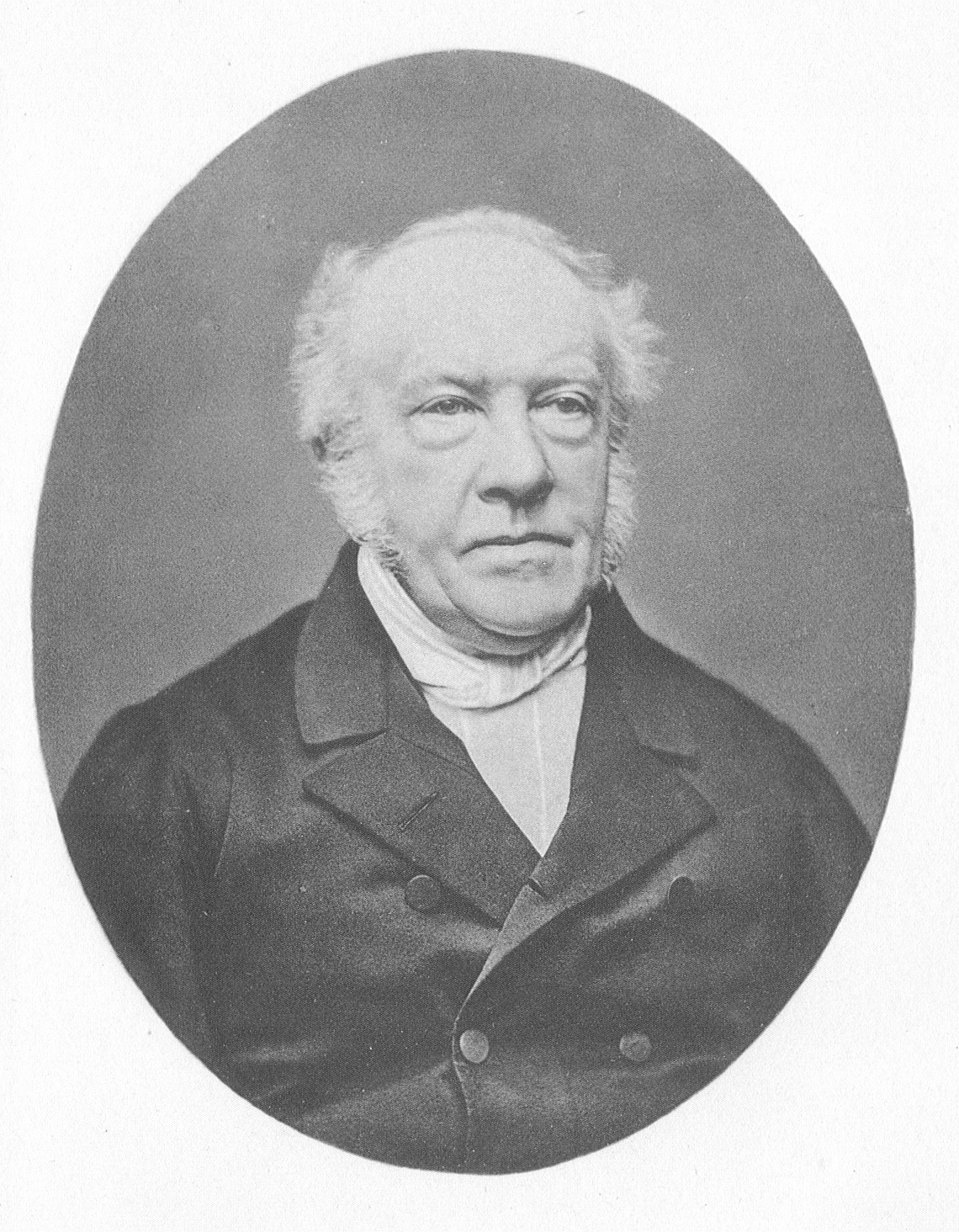
Heinrich Kellinghusen

Heinrich Kellinghusen (* 16. April 1796 in Hamburg; † 20. April 1879 ebenda) war ein Jurist und Erster Bürgermeister von Hamburg.  

## Leben

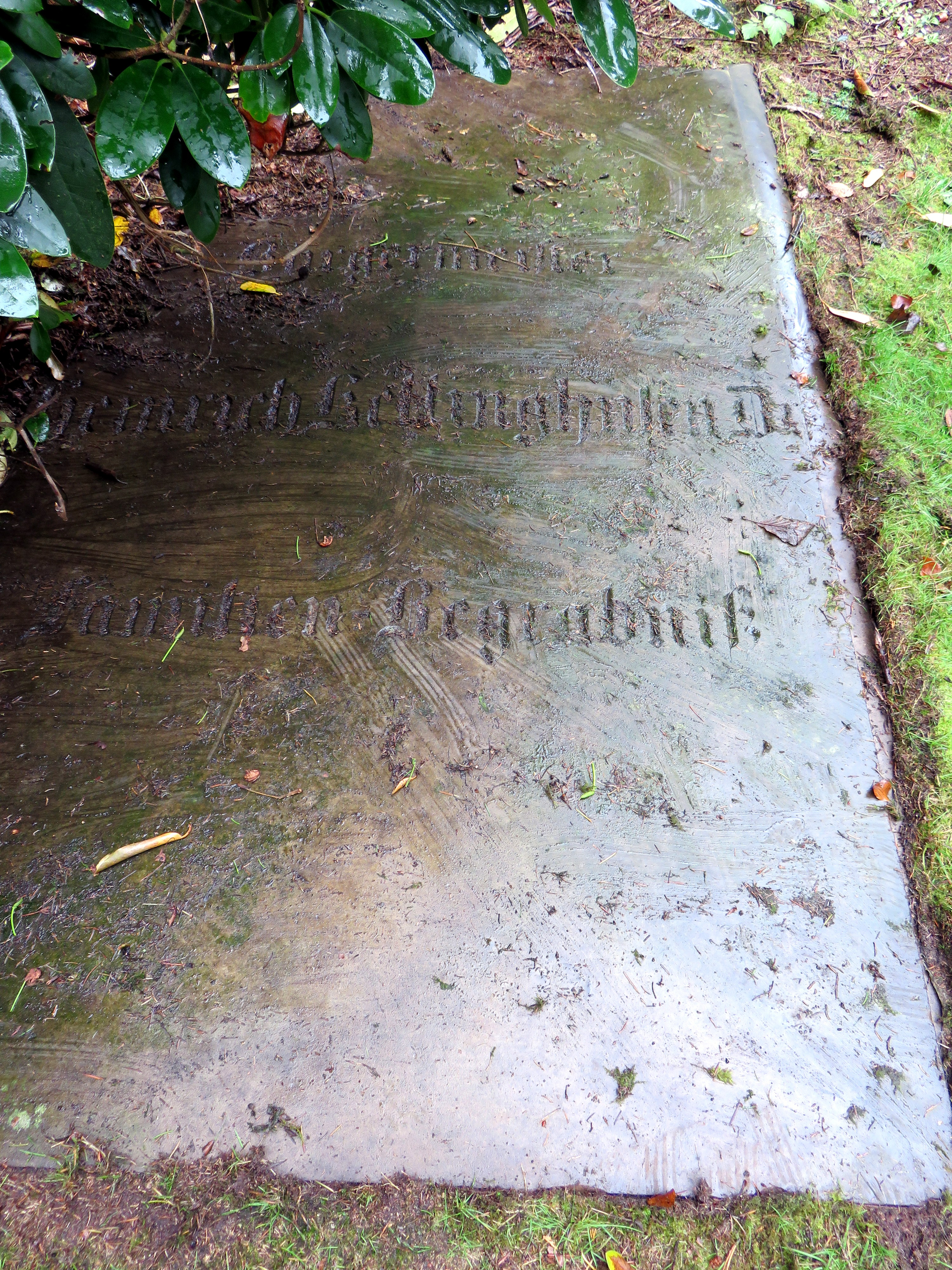
Grabplatte Heinrich Kellinghusen, Friedhof Ohlsdorf (2016)

Kellinghusen besuchte die Gelehrtenschule des Johanneums. Dort freundete er sich mit dem späteren Hamburger Hauptpastor Otto Wolters an. Er schloss am 9. Juli 1819 sein Jurastudium in Jena ab. Im selben Jahr erlangte er das Hamburger Bürgerrecht. Er wurde am 4. Oktober 1819 in Hamburg als Advokat immatrikuliert und war als solcher bis 1831 zugelassen. Da er sehr erfolgreich war, wurde er am 4. Juli 1831 in den Hamburger Senat berufen, obwohl er katholisch war. Der Senat war gleichzeitig die Oberste Instanz der Evangelisch-Lutherischen Kirche im Hamburgischen Staate. Er wirkte im Senat in unterschiedlichen Funktionen, vor allem aber im Justizwesen. Der Hamburger Senat war gleichzeitig oberstes Hamburger Gericht. 1843, nach dem Hamburger Brand, wurde Kellinghusen ins Amt des Bürgermeisters gewählt. Er hatte dieses Amt (des Präsidenten des Senates) seitdem im jährlichen Wechsel mit der Präsidentschaft des Hamburger Obergerichts bis 1860 inne.
Kellinghusen stimmte gegen die Reformen des Senates, die 1860 beschlossen wurden. Zum ersten Mal hatte die neu verfasste Hamburger Bürgerschaft Mitspracherechte bei der Senatorenwahl. Da er sich mit seinen Vorstellungen nicht durchsetzen konnte, schied Kellinghusen zum 1. Januar 1861 aus dem Senat aus und wurde Präsident des nunmehr vom Senat getrennten Hamburger Obergerichtes. Dem Obergericht stand er bis zu seinem Eintritt in den Ruhestand am 11. April 1876 vor. Am 20. April 1879 starb Kellinghusen, mit ihm starb der letzte Bürgermeister alter Ordnung.

## Sonstiges
Ein Enkel von Kellinghusen, Carl August Schröder, und ein Schwiegersohn, Johannes Christian Eugen Lehmann, wurden ebenfalls Erste Bürgermeister von Hamburg.
Der Kellinghusen gehörende Park in Hamburg-Eppendorf ist teilweise erhalten. Teile des Parks sind überbaut, so liegen u. a. die Kellinghusenstraße und der gleichnamige U-Bahnhof auf dessen ehemaligem Gelände.